# Oxymycterus amazonicus
Oxymycterus amazonicus is een zoogdier uit de familie van de Cricetidae. De wetenschappelijke naam van de soort werd voor het eerst geldig gepubliceerd door Hershkovitz in 1994.